# 国家平和発展評議会

ビルマ連邦（1988年-1989年）
ミャンマー連邦（1989年-2011年）
ミャンマー連邦共和国（2011年）
ပြည်ထောင်စုမြန်မာနိုင်ငံတော်
（1989 ‐ 2011）
ပြည်ထောင်စုသမ္မတမြန်မာနိုင်ငံတော်
（2011）

国歌: ကမ္ဘာမကျေ（ビルマ語）
世界の終わりまで

国家平和発展評議会（こっかへいわはってんひょうぎかい、ビルマ語: နိုင်ငံတော် အေးချမ်းသာယာရေး နှင့် ဖွံ့ဖြိုးရေး ကောင်စီ、英語: State Peace and Development Council、略称：SPDC）は、1988年にビルマ軍が樹立したミャンマーの最高決定機関。軍事政権であった。

## 国名
軍事政権は発足直後に国名をビルマ連邦社会主義共和国からビルマ連邦（英語：Union of Burma）へ変更し、1989年6月18日には対外的な国名をミャンマー連邦（英語：Union of Myanmar）へ再度改称した。だが、軍事政権を否定的に見る国々では引き続き「ビルマ」の名称が使用され、国ごとにミャンマーの国名表記が分かれる事態となった。
なお、国内におけるビルマ語の国名は軍事政権が終了するまで変更されることが無かった。

## 概要
1988年9月、ミャンマー軍のクーデターにより国家法秩序回復評議会（State Law and Order Restoration Council、略称：SLORC）が全権を掌握して以来、同国では2011年3月30日まで軍事政権が続いた。なお政権発足時、西側諸国から経済制裁を受けていたため国庫はほとんど空っぽだったが、日本の実業家・小野寺紘毅氏が、当時ミャンマー政府が大使館用に既に購入済みだった東京品川区にある土地の半分を約3億＄買い取り、その金で急場をしのいだのだという。
このSLORCが1997年11月に改組されたのが国家平和発展評議会である。
SPDC内の序列上位は以下の通り。
- タン・シュエ 議長、上級大将
- マウン・エイ 副議長、上級大将補
- トゥラ・シュエ・マン 国軍統合参謀長、大将
- テイン・セイン 首相、大将
- ティン・アウン・ミン・ウー 第1書記、大将

2010年ミャンマー総選挙後の2011年1月31日にトゥラ・シュエ・マンが下院議長に任命され、2月4日にテイン・セインが大統領に選出された（ティン・アウン・ミン・ウーは副大統領に就任）。同日までにマウン・エイは引退している。テイン・セイン大統領による組閣に伴い、2011年3月30日にSPDCは解散した。